# Charlie Gunn
Charles Edward James "Charlie" Gunn (St. Pancras, 14 de agosto de 1885 - † Chichester, 30 de diciembre de 1983) fue un atleta británico especializado en marcha atlética.
Ganó la medalla de bronce en la especialidad de 10 kilómetros marcha en los Juegos Olímpicos de Amberes de 1920.
En estos mismos Juegos Olímpicos participó también en la prueba de 3.000 m marcha, ocupando la décima posición.